# 塞拉尼山
15°29′24.5″S 72°10′46.8″W / 15.490139°S 72.179667°W
塞拉尼山（Cerani），是秘魯的山峰，位於該國南部阿雷基帕大區的卡斯蒂利亞省，屬於安第斯山脈中奇拉山脈的一部分，處於查查斯湖東北面、尤拉卡薩山和卡西里山西南面，海拔高度5,229米。